# John Wijngaards
Johannes Nicolaas Maria Wijngaards (ur. 30 września 1935 w Surabaya, zm. 2 stycznia 2025) – holenderski autor i teolog katolicki. Znany jako zdecydowany zwolennik wyświęcania kobiet w Kościele katolickim.

## Życiorys

### Wczesne lata
Wijngaards urodził się 30 września 1935 r. jako syn Dietze van Hoesel i dr. Nicolaasa Carela Heinricha Wijngaardsa, obywateli holenderskich, w indonezyjskim mieście Surabaya. Podczas II wojny światowej jego ojciec został zmuszony do pracy przy niesławnej Kolei Birmańskiej w Tajlandii, podczas gdy John z matką i trzema braćmi zostali jeńcami wojennymi w Malang, Surakarcie i Ambarawie. Rodzina została repatriowana do Holandii po wojnie.

### Studia
John Wijngaards wstąpił do zakonu Misjonarzy z Mill Hill i otrzymał święcenia kapłańskie w 1959 r. W Rzymie uzyskał tytuły licencjata w dziedzinie Pisma Świętego w Papieskim Inistytucie Biblijnym oraz doktora teologii w Papieskim Uniwersytecie Gregoriańskim (1963). Jego studia dotyczyły Formuł deuteronomicznego Credo (dysertacja, Brill, Lejda 1963). Dalsze badania przyniosły The Dramatisation of Salvific History in the Deuteronomic Schools (Brill, Lejda 1969) oraz 360-stronicowy komentarz do Księgi Powtórzonego Prawa w znanej holenderskiej serii komentarzy publikowanych przez Romen & Zonen (Roermond 1971).

### Posługa w Indiach
Wijngaards wykładał Pismo Święte w Wyższym Seminarium Duchownym św. Jana w Hajdarabadzie w Indiach (1963-1976). W tym czasie przyczynił się do ufundowania centrum komunikacji Amruthavani, instytutu teologicznego dla zakonnic Jeevan Jyoti oraz Jyotirmai, organu zajmującego się planowaniem o zasięgu stanowym dla katolickich diecezji stanu Andhra Pradesh. Sprawował również funkcję wykładowcy na niepełny etat National Biblical Catechetical and Liturgical Centre w Bangalore oraz był przez wiele lat członkiem Krajowej Rady Doradczej Konferencji Episkopatu Indii. W tym samym okresie napisał liczne książki na temat Pisma Świętego, w tym znane Background to the Gospels. Badania dotyczące posług kościelnych przekonały go, że wykluczenie kobiet musi być przypisane przeszkodom kulturowym, a nie Pismu lub Tradycji. Wezwał indyjską hierarchię do rozpoczęcia procesu badania kwestii pełnych święceń dla kobiet.

### Obowiązki w świecie
Po okresie sprawowania funkcji Wikariusza Generalnego zakonu Misjonarzy z Mill Hill w Londynie (1976–1982) został dyrektorem Housetop, międzynarodowego centrum formacji w wierze dla dorosłych (1982–2009). Podczas tego okresu (1983–1998) był również profesorem biblistyki w Missionary Institute London (Londyński Instytut Misyjny) afiliowanym przy Uniwersytecie Katolickim w Leuven oraz Middlesex University. Podczas tego okresu zainicjował serię kursów wideo służących formacji wiary dla dorosłych pod tytułem Walking on Water (Chodząc po wodzie) powstałych w koprodukcji w 15 krajach na wszystkich kontynentach. Napisał scenariusze do dziewięciu półgodzinnych historii filmowych. Był również twórcą cenionego 2,5-godzinnego filmu Journey to the Centre of Love (Podróż do centrum miłości), którego był zarówno scenarzystą, jak i producentem wykonawczym (lista nagród poniżej).

### Posługa na rzecz kobiet
W roku 1977 Wijngaards napisał Did Christ Rule out Women Priests? (Czy Chrystus wykluczył kobiety z kapłaństwa?) (McCrimmon, Great Wakering) w odpowiedzi do to Inter Insigniores (1976), deklaracji Kongregacji Nauki Wiary, w której jasno wyłożono przyczyny, dla których Watykan wyklucza kobiety. W ciągu kolejnych dekad Rzym usztywnił swoje stanowisko wobec święceń kobiet, co doprowadziło do kulminacji w postaci Ordinatio Sacerdotalis (1994) i kolejnych dokumentów, w których swoboda debaty teologów została jeszcze bardziej ograniczona. W proteście Wijngaards złożył rezygnację ze swojej posługi kapłańskiej w dniu 17 września 1998. Jego wniosek dotyczący oficjalnego przeniesienia do stanu świeckiego został uznany przez Rzym w dniu 21 lutego 2000 27 maja tego samego roku podczas skromnej kościelnej uroczystości poślubił Jacqueline Clackson. Wijngaards kontynuował publikowanie swoich powodów wspierania kampanii na rzecz święceń kobiet do katolickiego kapłaństwa w serii książek, szczególnie The Ordination of Women in the Catholic Church (Święcenia kobiet w Kościele katolickim) oraz No Women in Holy Orders? (Brak kobiet w posłudze święceń?). W 1999 r. stworzył stronę internetową, która stała się największą internetową biblioteką z dokumentacją dotyczącą święceń kobiet. Tradycjonaliści katoliccy określają Johna Wijngaardsa jako „publicznego odszczepieńca i heretyka”. On sam utrzymuje, że zabieranie głosu nie podkopuje akceptacji władzy papieża. Zdecydowanie sprzeciwia się nielegalnym święceniom kobiet poza ustanowioną strukturą Kościoła, tak jak ma to miejsce w ruchu tzw. 'Roman Catholic Women Priests’ (Rzymskokatolickie Kobiety-Księża).

### Instytut Wijngaardsa na rzecz badań katolickich
Od roku 2005 John Wijngaards skoncentrował się także na innych kwestiach wymagających reform w Kościele katolickim. Stworzył duszpasterską stronę internetową, która rozprawia się z kodeksem dotyczącym seksualności. Zainicjował Deklarację katolickich uczonych w sprawie władzy w Kościele, która uzyskała międzynarodowe wsparcie. Jego Centrum zostało przekształcone w Wijngaards Institute for Catholic Research. Jego głównym celem jest publikowanie niezależnych katolickich opracowań naukowych jako progresywnego teologicznego think tanku. Instytut przedłożył „udokumentowany apel” papieżowi Franciszkowi wzywając go do przywrócenia starożytnego sakramentalnego diakonatu kobiet. W 2016 był inicjatorem Oświadczenia katolickich uczonych w sprawie etyki używania antykoncepcji, które zostało ogłoszone na forum ONZ.

## Nagrody
- Grand Prix, jako scenarzysta filmu Journey to the Centre of Love, Dziesiąty Międzynarodowy Festiwal Filmów Katolickich, Warszawa 1995[26].
- The Bronze Award, dla tego samego filmu na Film Fest Houston 1997.
- The Chris Award, na Columbus Film Festival 1997.
- The Marga Klompé Award, 2005[27].